# Stadtschreiber von Klagenfurt
Klagenfurter Stadtschreiber ist ein österreichischer Literaturpreis jährlich vergeben von der Stadtgemeinde Klagenfurt am Wörthersee. Der Literaturpreis ist automatisch an den BKS-Publikumspreis beim Ingeborg-Bachmann-Wettbewerb gekoppelt.

## Preisträger
- 1992 Slobodan Miletic
- 1993 Lothar Schöne
- 1994/1995 Sabine Gruber
- 1996/1997 Robert Schindel
- 2010 Karsten Krampitz
- 2011 Peter Wawerzinek
- 2012 Thomas Klupp
- 2013 Cornelia Travnicek
- 2014 Nadine Kegele
- 2015 Gertraud Klemm
- 2016 Valerie Fritsch
- 2017 Stefanie Sargnagel
- 2018 Karin Peschka
- 2019 Raphaela Edelbauer
- 2020 Ronya Othmann
- 2021 Lydia Haider
- 2022 Necati Öziri
- 2023 Martin Piekar
- 2024 Johanna Sebauer